# 金亞中
金亞中（1982年10月16日—），韓國女演員，以廣告女王的頭銜踏入演藝圈，因電影《醜女大翻身》的賣座而揚名。

## 職業生涯
金亞中2004年以SKY手機廣告模特兒出道，2006年便以電影《醜女大翻身》成就了職涯代表作、拿下了大鐘賞影后殊榮。片中以精湛演技將恐龍妹變身成萬人迷，其均勻高窕的身型被封為「美胸女王」，更成為當年韓國女生整型的指標；而原音呈現的歌唱實力引發了人們對她過往的星路歷程探究，原來在她22歲出道前就已曾是多年的歌手練習生，再透過高強度的聲樂訓練，才能將片中的〈Maria〉歌曲唱得如此爽朗且獨具個人特色。
但金亞中並不是一位高產的演員，在《醜女大翻身》讓她聲勢如日中天並持續穩坐廣告女王之際
，她卻選擇度過近三年的空窗期，因為她認為若要拓寬自己的工作視野，就需要積累經驗並且不斷學習。之後與黃晸玟合作的電視劇《傻瓜》，也交出不錯的成績。

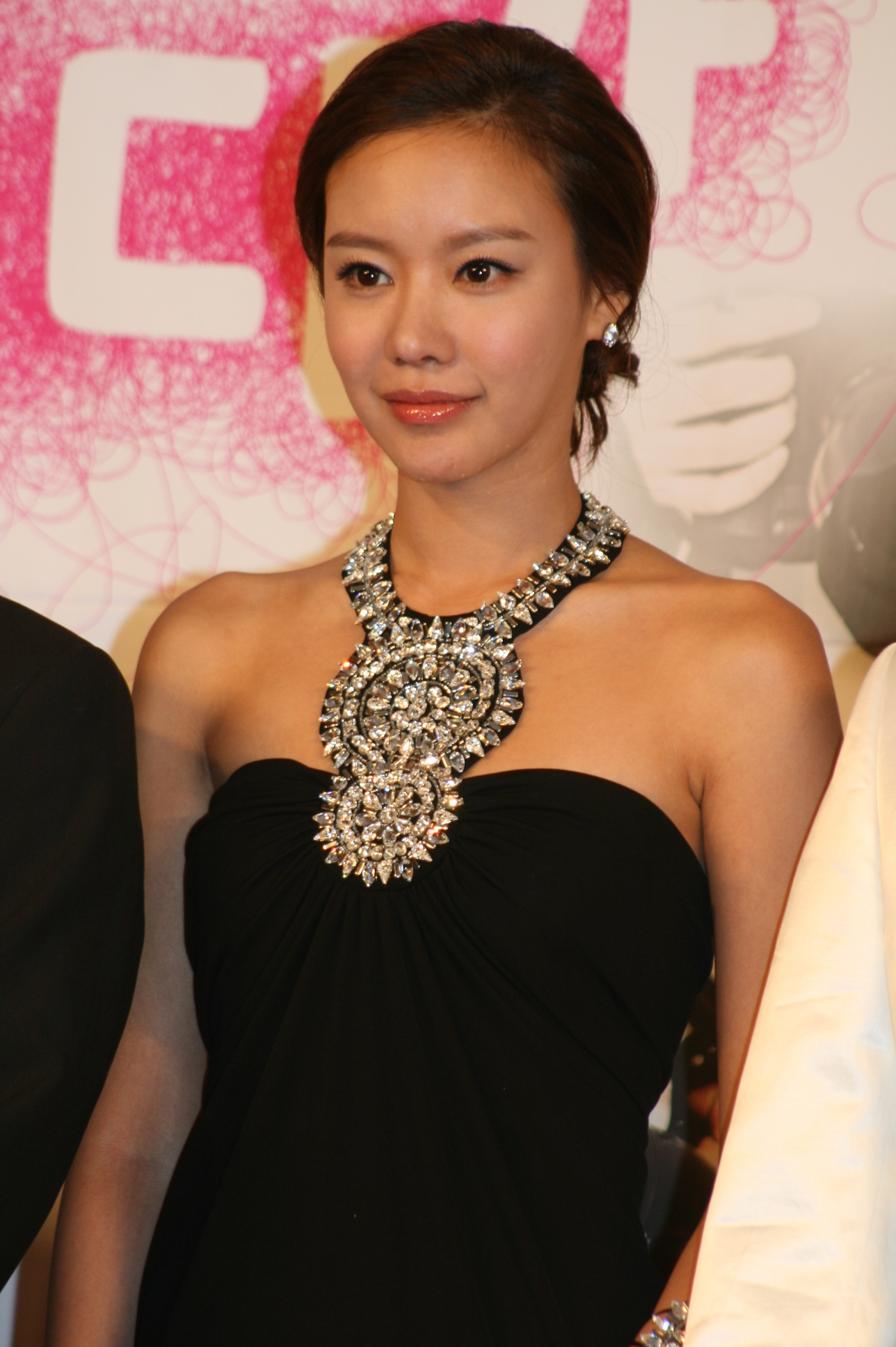
2009年的金亞中

雖然金亞中擅長浪漫喜劇，自2010年後卻選擇跳離舒適圈去嘗試更多題裁，包括《Sign》、《Punch》，成為類型劇女王。但2011年因涉嫌逃稅被追繳6億韓元，讓其形象受挫，2017年與金南佶合作《名不虛傳》，因電視劇成功創造話題性與熱度，才讓其人氣再度攀升。
2022年出演李秀妍編劇的科幻刑偵劇《迷網追兇》。

## 社會活動
金亞中是位以身倡導女權主義者，自2015年被選為首位首爾國際女性電影節宣傳大使後，一直以不同身份持續參與至今。
2020年韓國發生N號房事件，她擔任了國際NGO團體「Save the Children」的反對兒童性剝削活動的宣傳大使，以自身力量為受害者發聲。

## 個人生活
金亞中2011年2月從高麗大學言論學部放送映像學碩士班畢業，取得碩士學位。論文主題為《感性欲求與認知欲求對感情的強度和對電影的滿足度產生的影響》，據悉這並非單純取得學位而走的形式，而是具體分析觀眾的動向，是對電影產業傾注心血的重要研究。

## 影視作品

### 劇集
| 年份   | 平台    | 劇名                   | 角色   | 備註         |
| 2004年 | KBS     | 《海神》               | 朴夏貞 | 女配角       |
| 2005年 | KBS     | 《奇男怪女》           | 金宗南 | 主演         |
| 2005年 | MBC     | 《我們應對離別的方式》 | 徐熙媛 | 女配角       |
| 2009年 | KBS     | 《那個傻瓜》           | 韓智秀 | 主演         |
| 2011年 | SBS     | 《Sign》               | 高多璟 | 主演         |
| 2014年 | SBS     | 《Punch》              | 申荷京 | 主演         |
| 2016年 | SBS     | 《Wanted》             | 鄭惠仁 | 主演         |
| 2017年 | tvN     | 《名不虛傳》           | 崔妍京 | 主演         |
| 2022年 | Disney+ | 《迷網追兇》           | 鄭拂曉 | 主演         |
| 2022年 | tvN     | 《明星經紀人生存記》   | 金亞中 | 客串演出EP12 |

### 電影
| 年份   | 片名                | 角色             |
| 2004年 | 《誰拿了錄像帶》    | 大學生           |
| 2005年 | 《尋找浪漫情人》    | 敬在             |
| 2006年 | 《醜女大翻身》      | 姜漢娜／珍妮     |
| 2009年 | 《禮物》（短片）    | 間諜W            |
| 2010年 | 《佳節》            | 秀靜（特別出演） |
| 2012年 | 《我的PS搭檔》      | 尹貞             |
| 2013年 | 《神奇》            | 伊琳             |
| 2013年 | 《偷心戀人》        | 尹真淑           |
| 2017年 | 《》                | 林尚熙           |
| 2019年 | 《電影版 壞傢伙們》 | 郭魯順           |

### MV
| 年份   | 歌手   | 曲目                           | 備註   |
| 2005年 | 申彗星 | 〈同樣的想法〉                 | [ 27 ] |
| 2008年 | Youme  | 〈因爲是女人才沒能說出口的話〉 | [ 28 ] |

## 綜藝節目
| 期間                       | 播出頻道 | 節目名稱           | 集數 | 備註       |
| 2005年5月5日—2006年4月27日 | KBS      | 《歡樂在一起第2季—Happy Together Friends》 | 52   | 固定主持   |
| 2010年1月13日—2月10日      | Mnet     | 《金亞中的禮物》   | 5    | 真人秀節目 |
| 2019年9月22日—10月6日      | JTBC     | 《祕密企劃團》     | 3    | 主持人     |

## 典禮主持
| 日期           | 播出頻道 | 典禮名稱           | 備註           |
| 2007年12月14日 | Mnet     | 第22屆金唱片獎     | 與柳時元       |
| 2010年3月26日  | KBS2     | 第46屆百想藝術大賞 | 與李輝宰       |
| 2011年5月26日  | KBS2     | 第47屆百想藝術大賞 | 與柳時元       |
| 2012年4月26日  | JTBC     | 第48屆百想藝術大賞 | 與李輝宰       |
| 2013年5月9日   | JTBC     | 第49屆百想藝術大賞 | 與周元、吳尚津 |
| 2014年5月27日  | JTBC     | 第50屆百想藝術大賞 | 與申東燁       |
| 2015年5月26日  | JTBC     | 第51屆百想藝術大賞 | 與申東燁、周元 |
| 2017年10月27日 | SBS      | 第1屆首爾大獎      | 與全炫茂       |
| 2018年10月27日 | SBS      | 第2屆首爾大獎      | 與全炫茂       |

## 音樂作品
| 年份   | 專輯名稱                 | 歌名                                      |
| 2005年 | 《尋找浪漫情人》OST      | 〈광태는 작업중〉                         |
| 2006年 | 《醜女大翻身》OST        | 〈Beautiful Girl〉                        |
| 2006年 | 《醜女大翻身》OST        | 〈Maria〉                                 |
| 2006年 | 《醜女大翻身》OST        | 〈Star（별）〉（Original Dialog Version） |
| 2009年 | 《那個傻瓜》插曲         | 〈Over the Rainbow〉                      |
| 2012年 | 《我的PS搭檔》OST        | 〈Show Me Your Heart〉                    |
| 2012年 | 《我的PS搭檔》OST        | 〈Sexy Jingle Bell〉（與池晟）            |
| 2015年 | 《副班長郭泰勳限量版 3》 | 〈Lonely night〉                          |

## 獎項與提名
| 年份   | 頒獎典禮                         | 獎項                        | 作品                   | 結果 |
| 2005年 | 第3屆東亞 TV Fashion Beauty賞    | 最佳服裝獎                  | 不適用                 | 獲獎 |
| 2005年 | 第32屆MBC演技大賞                | 年度新人獎                  | 《我們應對離別的方式》 | 提名 |
| 2005年 | 第19屆KBS演技大獎                | 女子新人獎                  | 《奇男怪女》           | 獲獎 |
| 2006年 | 第42屆百想藝術大賞               | 電影部門 最佳女新人獎       | 《尋找浪漫情人》       | 提名 |
| 2006年 | 第42屆百想藝術大賞               | 電影部門 女子人氣獎         | 《尋找浪漫情人》       | 獲獎 |
| 2006年 | 第27屆青龍電影獎                 | 新人女演員獎                | 《尋找浪漫情人》       | 提名 |
| 2007年 | Cyworld數字音樂獎                | 12月歌曲獎                  | 〈Maria〉              | 獲獎 |
| 2007年 | 第2屆韓國模特兒大獎              | 人氣獎                      | 不適用                 | 獲獎 |
| 2007年 | 第4屆MAX MOVIE最佳電影賞         | 最佳女主角獎                | 《醜女大翻身》         | 獲獎 |
| 2007年 | 第30屆黃金攝影獎                 | 女子新人獎                  | 《醜女大翻身》         | 獲獎 |
| 2007年 | 第44屆大鐘獎                     | 最佳女主角獎                | 《醜女大翻身》         | 獲獎 |
| 2007年 | 第44屆大鐘獎                     | 女子人氣獎                  | 《醜女大翻身》         | 獲獎 |
| 2007年 | 第1屆Mnet 20's Choice Awards     | 最佳女演員獎                | 《醜女大翻身》         | 獲獎 |
| 2007年 | 第15屆春史電影獎                 | 最佳女主角獎                | 《醜女大翻身》         | 獲獎 |
| 2007年 | 第3屆Premiere Rising Star Awards | 最佳女主角獎                | 《醜女大翻身》         | 獲獎 |
| 2007年 | 第1屆韓國電影演技大賞            | 年度新人獎                  | 《醜女大翻身》         | 獲獎 |
| 2007年 | 第1屆韓國電影演技大賞            | 最佳情侶獎（與朱鎮模）      | 《醜女大翻身》         | 獲獎 |
| 2007年 | 第45屆電影日紀念儀式             | 最有前途女演員              | 《醜女大翻身》         | 獲獎 |
| 2007年 | 第28屆青龍電影獎                 | 最佳女主角獎                | 《醜女大翻身》         | 提名 |
| 2007年 | 第28屆青龍電影獎                 | 人氣明星獎                  | 《醜女大翻身》         | 獲獎 |
| 2007年 | 第6屆韓國電影大獎                | 最佳女主角                  | 《醜女大翻身》         | 提名 |
| 2007年 | 第22屆金唱片獎                   | CeCi特別獎                  | 〈Maria〉              | 獲獎 |
| 2007年 | ELLE Style Awards Asia           | Hot Face獎                  | 不適用                 | 獲獎 |
| 2009年 | 第3屆安德烈·金最佳明星獎         | 女子明星獎                  | 不適用                 | 獲獎 |
| 2009年 | 第7屆韓國生活大賞                | 年度最佳著裝獎              | 不適用                 | 獲獎 |
| 2009年 | 第23屆KBS演技大獎                | 女子迷你劇優秀演技獎        | 《那個傻瓜》           | 獲獎 |
| 2009年 | 第23屆KBS演技大獎                | 最佳CP獎（與黃晸玟）        | 《那個傻瓜》           | 提名 |
| 2011年 | 第47屆百想藝術大賞               | 電視劇部門 女子最優秀演技獎 | 《Sign》               | 提名 |
| 2011年 | 第18屆SBS演技大賞                | 女子特別企劃劇最優秀演技賞  | 《Sign》               | 提名 |
| 2011年 | 第18屆SBS演技大賞                | 最佳CP獎（與朴新陽）        | 《Sign》               | 提名 |
| 2015年 | 第22屆SBS演技大賞                | 中篇電視劇 女子最優秀演技獎 | 《Punch》              | 提名 |
| 2015年 | 第22屆SBS演技大賞                | 最佳情侶獎（與金來沅）      | 《Punch》              | 提名 |
| 2016年 | 第5屆APAN Star Awards            | 中篇電視劇 女子優秀演技賞   | 《Wanted》             | 提名 |
| 2017年 | 第1屆THE SEOUL AWARDS            | 電視部門最佳女演員          | 《名不虛傳》           | 提名 |
| 2017年 | KoreanUpdates Awards 2017        | 年度最佳情侶獎（與金南佶）  | 《名不虛傳》           | 提名 |
| 2019年 | 第8屆韓國最佳明星獎              | 最佳女演員                  | 《電影版 壞傢伙們》    | 獲獎 |

## 外部連結
- 金亞中的Instagram帳戶
- 金亞中的X（前Twitter）
- 金亞中在NAVER上的资料
- 金亞中在Daum上的资料
- 金亞中在HanCinema的頁面（英文）